# El Piquín
El Piquín är en ort i Mexiko.   Den ligger i kommunen Tierra Nueva och delstaten San Luis Potosí, i den centrala delen av landet, 300 km nordväst om huvudstaden Mexico City. El Piquín ligger 1 755 meter över havet och antalet invånare är 127.
Terrängen runt El Piquín är kuperad norrut, men söderut är den platt. Runt El Piquín är det glesbefolkat, med 19 invånare per kvadratkilometer. Närmaste större samhälle är Tierranueva, 6,3 km sydost om El Piquín. Trakten runt El Piquín består i huvudsak av gräsmarker.